# Belur, Karnataka
Belur (IPA: [beːluːru]) là một thị trấn Town Municipal Council và là taluka thuộc Hassan, bang Karnataka, Ấn Độ.